# Darżyno
Darżyno (kaszb. Dôrżënò, niem. Darsin) – wieś w Polsce położona w województwie pomorskim, w powiecie słupskim, w gminie Potęgowo przy drodze krajowej nr .
W latach 1975–1998 miejscowość administracyjnie należała do województwa słupskiego.
We wsi XIX w. dwór na planie litery L, z jednym skrzydłem ryglowym i drugim murowanym, klasycystycznym.

## Nazwa
Nazwa miejscowości, odnotowana po raz pierwszy w formie Dersin w 1264, ma pochodzenie słowiańskie i charakter dzierżawczy. Powstała przez dodanie do nazwy osobowej *Darż formantu -ino. Niemiecka nazwa Darsin jest adaptacją fonetyczną pierwotnej nazwy słowiańskiej.
Rada Języka Kaszubskiego proponuje kaszubską formę nazwy Darżëno.